# Bernady (stacja kolejowa)
Bernady (biał. Бярнады; ros. Бернады) – towarowa stacja kolejowa w pobliżu brzeskiego osiedla Bernady, w rejonie brzeskim, w obwodzie brzeskim, na Białorusi.
Stacja obsługuje terminal naftowy.